# Glossite
Glossite è il termine medico per indicare l'infiammazione acuta o cronica della lingua. Di solito è caratterizzata da una variazione del colore della lingua stessa, da bruciore, desquamazione e da ispessimento o atrofia. Una forma particolare è la glossite atrofica di Hunter, patognomonica dell'anemia perniciosa, caratterizzata da lingua liscia, lucida, rossa e senza papille.

## Eziologia
L'infiammazione può essere determinata da vari fattori quali: fumo, alcool, cibi particolarmente conditi e caldi, carenze vitaminiche (tra cui la carenza di acido folico e riboflavina), patologie epatiche, farmaci, infezioni virali o batteriche.
Anche i denti eccessivamente appuntiti, sbeccati o con margini taglienti e la presenza di protesi malferme possono causare una glossite soventemente localizzata.
Tra le cause sistemiche vi sono le malattie dermatologiche e quelle infettive (sifilide, scarlattina).
È frequente nell'anziano sottoposto a terapia antibiotica prolungata. Gli antibiotici deprimono il microbiota umano residente (microbiota saprofita) che produce per fermentazione acido folico a partire da substrati presenti negli alimenti. Si ha primariamente disepitelizzazione della lingua e quindi glossite.

## Clinica
La superficie della lingua si presenta arrossata e liscia (assottigliamento del rivestimento epiteliale fino alla scomparsa completa).  È presente dolore urente  soprattutto in seguito al contatto con cibi molto caldi, freddi, piccanti o acidi.
Il paziente ha difficoltà nel masticare e deglutire e spesso anche nel parlare.

## Trattamento
il trattamento tipico della glossite prevede l'utilizzo di sciacqui con collettori specifici o antibiotici.
1. ↑  "Dizionario dei sintomi", di Giancarlo De Mattia, Editori Riuniti, Roma, 1997, pag.76